# Давила, Хуан Батиста
Хуа́н Баути́ста Дави́ла (исп. Juan Bautista Davila; ок. 1598, Мадрид — 8 мая или 5 августа 1664, там же) — испанский религиозный деятель, поэт и писатель
 XVII века.
Точная дата рождения и подробности его биографии неизвестны. Установлено, что он был членом ордена иезуитов, преподавал в иезуитском колледже литературу и восточные языки, в 1653 году участвовал в разгроме инквизицией Саласской библиотеки.
В истории остался в первую очередь как автор дидактической поэмы длиной в 80 тысяч стихов под названием «Passion del Hombre Dios en decimas» (Лион, 1661), которая, по мнению Ката, кроме объёма ничем не превосходит другие дидактические поэмы той эпохи. Другая важная его работа — «Письма святого Иоанна Авильского» (данная книга, как и некоторые другие его труды, была в 1904 году переведена на английский язык бенедиктинцами Стенбрука).